# جزيرة ماريا
جزيرة ماريا هي جزيرة جبلية على الساحل الشرقي من تسمانيا. وهي بالكامل عبارة عن منتزه وطني. المنتزه الوطني في جزيرة ماريا يمتلك مساحة كلية تقدر ب 115.50 كم مربع تشتمل على منطقة بحرية تقدر ب 18.78 كم مربع على الشاطئ الشمالي الغربي من الجزيرة.
أبعاد الجزيرة هي حوالي 20 كم طولاً من الشمال إلى الجنوب، وحوالي 13 كم عرضاً من الشرق إلى الغرب. مكتشف الجزيرة هو البحار الهولندي أبل تاسمان. عرفت الجزيرة باسم جزيرة ماريا في القرن التاسع عشر.

## البيئة

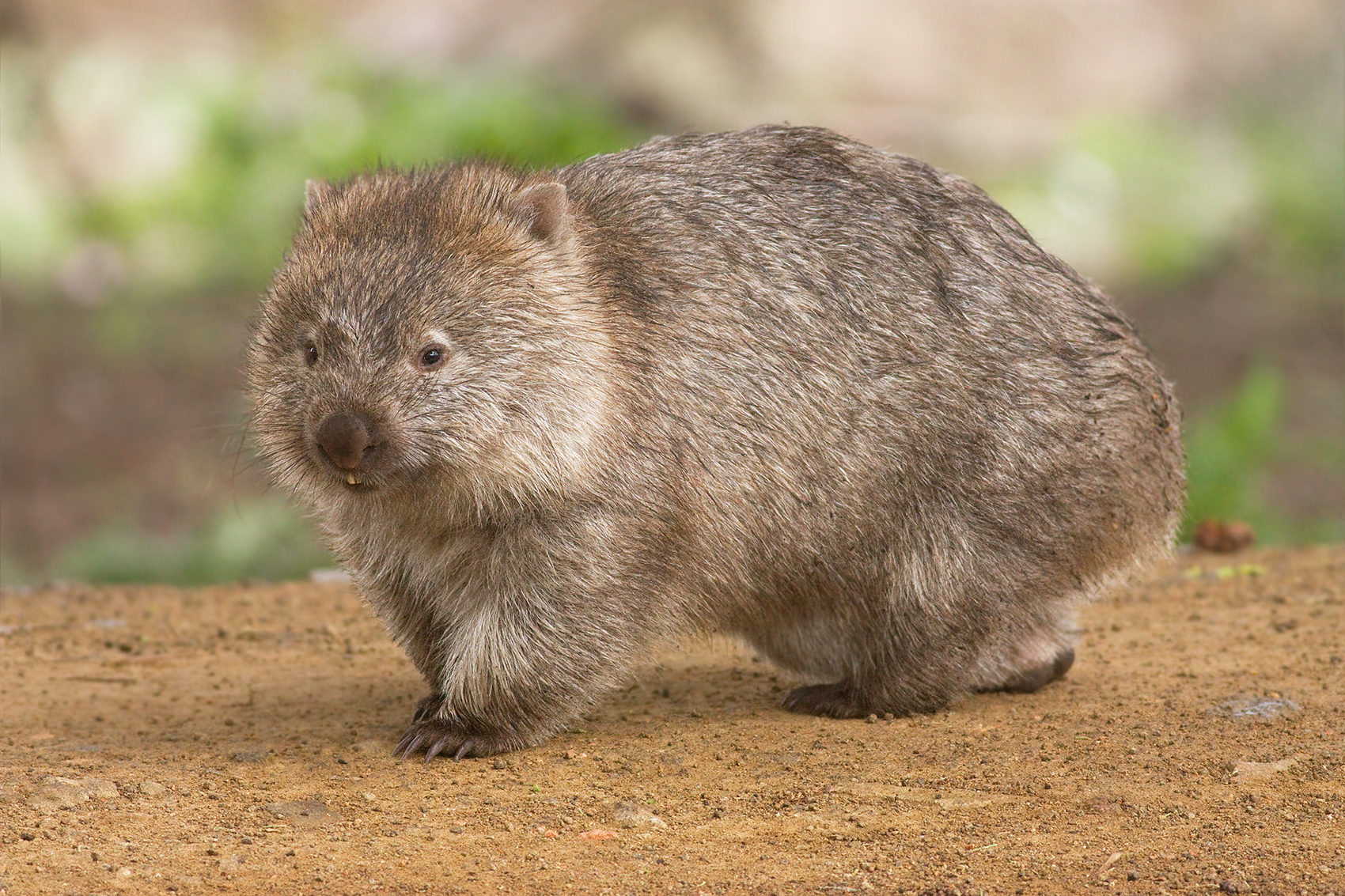
ومبت في جزيرة ماريا

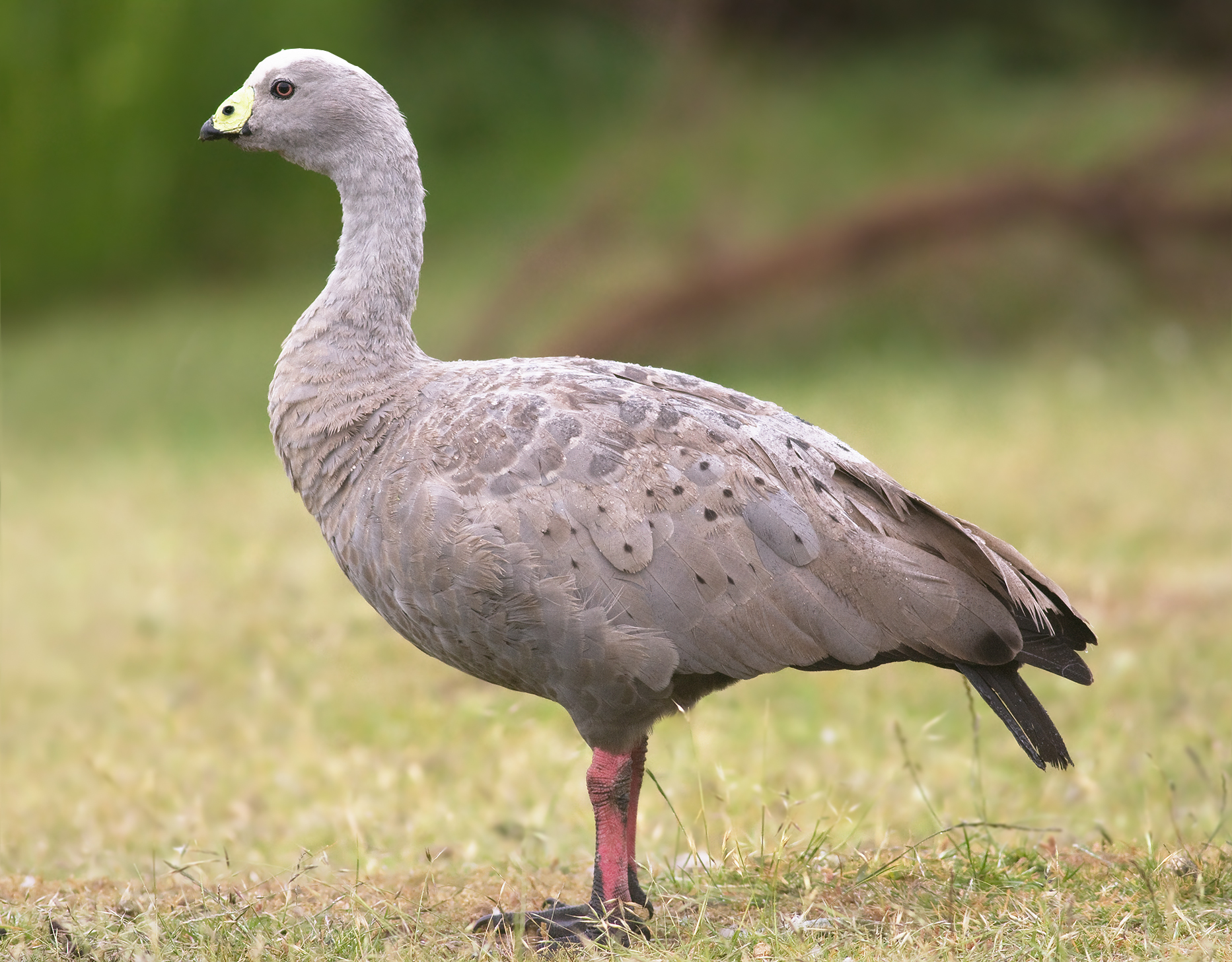
إوزة كيب باررن في جزيرة ماريا

### الجغرافيا
جزيرة ماريا تأخذ شكل الرقم 8 حيث الشطر الشمالي من الجزيرة أكثر كبراً من الشطر الجنوبي. كلا الشطرين من الجزيرة يتميزان بالتضاريس الوعرة. ويتصلان معاً من خلال تومبلو طوله 3 كم يعرف باسم مضيق مكريس. أعلى نقطة في الجزيرة هي جبل ماريا الواقع في الشطر الشمالي من الجزيرة بعلو 711 م فوق سطح البحر.

### النباتات والحيوانات
أربعة عشر هو عدد المجتمعات النباتية البرية المتمايزة عن بعضها في الجزيرة، وهي مغطاة في الغالب بأشكال مختلفة من غابات أشجار الكافور. الأشجار الطبيعية والتاريخية توفر الرعي لكثير من الحيوانات، مثل الدببة الأسترالية عارية الأنف والشقبانيات التسمانية. تقريباً، جميع حيوانات الجزيرة متوطنة منذ القدم، على الرغم من أن بعضها مثل الكانغر الرمادي الشرقي، والولب حمراء العنق، وإوزة كيب باررن تم توطينها في الجزيرة مؤخراً فقط خلال ستينات وسبعينات القرن العشرين. القطط الوحشية هي من نسل قطط أليفة جلبت إلى الجزيرة منذ القرن ال19. الأيائل السمراء الأوربية أدخلت أيضاً إلى الجزيرة وكانت موجودة بشكل رئيس في منطقة مزرعة الفرنسيين، ولكنها تتجول في بعض الأحيان شمالًا حتى المستنقعات الصغيرة وراء شاطئ هوب جراوند. وتوجد في الجزيرة حيوانات أخرى مثل بوسوم كث الذيل بالإضافة إلى ثلاثة أنواع من الثعابين.

#### الطيور
جزيرة ماريا هي على الأرجح المكان الأفضل في تسمانيا لمشاهدة الطيور البرية. لقد تم تعريف الجزيرة من قبل جمعية الطيور العالمية كمنطقة طيور رئيسة بسبب إيواء الجزيرة لعدد كبير من الطيور المهددة بالانقراض مثل النورس الباسيفيكي.

#### شياطين تسمانيا
في نوفمبر 2012، تم توطين شياطين تسمانية في الجزيرة تحت رعاية أعضاء هيئة رعاية الحياة البرية والحدائق في تسمانيا الذين يعيشون على الجزيرة.

### الحياة البحرية
القسم البحري من الحديقة الوطنية يحمي منطقة معتبرة من الكائنات البحرية في الساحل الشرقي لتسمانيا، ويؤوي بشكل ملحوظ عدداً أكبر من الأنواع البحرية الموجودة في المياه المجاورة.